# Cleobul de Lindos
Cleobul de Lindos (grec antic: Κλεόβουλος, Kleóbūlos), fill d'Evagòres, fou un poeta grec del segle vi aC considerat un dels set savis de Grècia.
Segons Plutarc i Climent d'Alexandria va néixer a Lindos, a l'illa de Rodes, i segurament era d'origen cari. Fou contemporani de Soló i va viure vers el 560 aC. Segons Diògenes Laerci, Lindos estava llavors sota govern democràtic, però Plutarc diu que Cleobul fou tirà de Lindos; i Climent d'Alexandria el qualifica de rei.
Va escriure poemes lírics i poemes en vers, i endevinalles, en una obra que en conjunt tenia uns tres mil versos. Va viure uns seixanta anys. Va tenir una filla, Cleobulina de Lindos, que va escriure poesies i endevinalles en versos hexàmetres, dels quals va deixar constància Cratí d'Atenes en una obra que va titular Κλεοβουλῖναι (Cleobulines).
Diògenes Laerci dona algunes mostres del seu pensament. Segon ell, les filles s'han de casar donzelles a l'adolescència, però amb coneixements de dona, indicant que també s'ha d'instruir a les joves (δεῖ συνοικίζειν τὰς θυγατέρας, παρθένους μὲν τὴν ἡλικίαν, τὸ δὲ φρονεῖν γυναῖκας: 'cal casar les filles com a noies, per edat, però com a dones, per saviesa'). Deia que s'han de fer favors als amics perquè siguin més amics, i als enemics per tornar-los amics, per evitar que els amics se n'oblidin de ser-ho i els enemics et provoquin. S'ha d'exercitar el cos, s'ha d'escoltar més que parlar, més desitjós d'aprendre que inculte, parlar amb dignitat, aconsellar allò que és millor per la ciutat, no fer res amb violència, prendre una esposa d'acord amb el nivell de cadascú. Cal no burlar-se dels que pateixen, no tenir supèrbia si té fortuna, i si s'és desventurat, no arronsar-se mai.